# Svarta legionen
Svarta legionen (ung: Fekete sereg) var den stående kungliga ungerska armén under Mattias Corvinus åren 1458 till 1490. Svarta legionen var den första stående armén i Europa sedan romartiden. Vid sidan av Svarta legionen fanns även det ungerska feodala riddaruppbådet.  

## Organisation
Legionen bestod ursprungligen av 6-8000 soldater. På 1480-talet hade styrkan utökats till 15-20 000 soldater. Legionen nådde sin största storlek 1487 med 20 000 ryttare och 8000 fotsoldater. Soldaterna var huvudsakligen tjecker, tyskar, serber och polacker; från 1480 även ungrare.